# Szerszámgépek vezérlése
A vezérléstechnika az irányítástechnika egyik válfaja. Vezérlést akkor alkalmazhatunk, ha rendelkezésünkre áll a vezérelt berendezés egy modellje, amely bármely bemeneti jelkombináció esetén elegendően pontosan megadja a vezérelt jel(ek) értékét. Jellemzője, hogy a hatáslánca nyitott. A nyitott hatáslánc azt jelenti, hogy nem az előírt, és a tényleges vezérelt jellemző közötti különbség határozza meg a rendelkező jelet. A vezérlés nagy előnye, hogy strukturálisan stabil, nem léphet fel öngerjedés.
Bonyolult technológia, vagy berendezés vezérlésének leírásához elegendő a beavatkozási pontok, működési feltételeinek definiálása, és így egyszerű hatásláncokból építhető fel a bonyolult rendszer.

## A vezérlés fajtái

### A CNC vezérlés
CNC vezérlés alatt azt értjük, amikor a gép megmunkálást végző részei a szerszámgépek koordinátáin belül végzett mozgásának sorrendjét, nagyságát, sebességét a gépben, vagy a gépen kívül elhelyezett berendezéssel, például kapcsolókkal, lyukszalaggal előre beállítják, és a gép, ennek alapján a műveleteket elvégzi. A vezérlő információk rögzíthetőek mágnesszalagon; vagy a számítástechnikában használatos memóriaegységben. A programozás lehet teljes, vagy részleges. Amikor például csak egy munkaciklust, vagy csak egy tevékenységet (pl. szerszámváltás) végez el önműködően a szerszámgép.
Az alkatrészprogramok bevihetők
- lyukszalagról

- magnókazettáról

- floppyról

- számítógépről

- billentyűzetről

Az irányító berendezésnek a munkafeladat teljesítéséhez, információra van szüksége.
Az információkat jelekkel teszik érzékelhetővé. A jelek lehetnek analóg és digitális jelek.
- Analóg a jel, ha a jellemezni kívánt paramétert valamely folyamatos fizikai állapottényező (pl.: feszültség) meghatározott értékével fejezik ki.
- Digitális a jel, ha a paramétert számokban meghatározott jelek sorozataként adják meg. A digitális jelet szakaszos függvény írja le.

Kódolt információ: az adatok analóg vagy digitális jelekben kifejezett alakja.
- Információhordozó, olvasó

A kódolt alkatrészprogram, az olvasó egységbe kerül. Megvizsgálja, hogy értelmes-e; vagy nem értelmes. Az értelmes kódok sokasága, a dekóderen keresztül a többcsatornás adatbuszba kerül. Az adatbuszból, a geometriai és kapcsolási információk a tároló regiszterbe kerülnek. A tároló regiszterek kapuit a dekóder nyitja-zárja, mindig csak egy lehet nyitva. A regiszterek kapcsolatokat tartanak az interpolátorral és az összehasonlító egységgel. A regiszterekből az adatok közvetlenül, vagy közvetve jutnak az interpolátoron keresztül az összehasonlító egységbe. Ide érkeznek be az útmérők jelei is. Az összehasonlító regiszterből és az útmérőktől kapott jeleket egyezteti, egyezőség esetén a hajtás leáll, különbséget érzékelve újraindul.
- Alkatrészprogram tár

Az információhordozóról, az alkatrészprogram (tehát a megmunkálandó darab adatai) az alkatrészprogram tárba kerülnek.
- Rendszerprogram tár

Gyárilag rögzített programok, pl. nagyolás, menetvágás stb.
A rendszerprogram tárak tartalmazzák azokat a kódokat, amelyek a hardware (huzalozott) úton elvégzett logikai műveleteit tartalmazzák. Ezek a programok határozzák meg, az alkatrészprogram adatainak feldolgozását.
- Operatív tár

Adott időben, egyidejűleg hívják be az adatokat az alkatrész- ill. a rendszerprogram tárból összehasonlítás végett. A vezérlés teljesítőképessége a rendszerprogramok szoftverek változásával, az igényekhez lehet illeszteni.
- A CPU

A programok megértésére, és a gép működtetésére szolgál a processzor. A legfontosabb belső szerkezeti elem, mert mindent irányít, felügyel, tehát a gép agya. Szaknyelven CPU-nak Central Processzing Unitnak = Központi Műveletvégző Egységnek nevezik. Kapcsolatba van a gép valamennyi egységével. Teljesítményét MHz-ben határozzák meg. Fontos része az ALU Aritmetical Logical Unit = Műveletvégző rész.
- Interpolátor

A CNC szerszámgépek pályavezérlő berendezéseinek programozható számító egységre van szüksége, amelyet interpolátornak neveznek. Szabályos geometriai körvonalak megmunkálásakor csak a kezdő, és a végpontot kell programozni. A szerszámpálya közbülső értékeit az interpolátor kiszámolja, és közli a vezérlőberendezéssel. Az interpolátor az út kezdő és célpontja között folyamatosan kiszámítja a szerszám pillanatnyi, előírt helyzetét. A két érték közötti különbséget meghatározza az egyes tengelyek előtoló motorjainak, az adott beállítási utasítást.
A pályavezérlő berendezés a kezdő és célpont közötti utat megteheti:
1. Egyenes mentén egyenes vonalú, vagy lineáris interpoláció.
2. Körív mentén (kör, vagy cirkuláris interpoláció) Két szán egyidejű mozgása. Körinterpoláció esetén, a kör szakaszokból tevődik össze.
- Útmérők

Az útmérők a CNC szerszámgép azon berendezései, melyek a gép működése közben a munkadarab és a szerszám helyzetének tényleges értékéről, folyamatosan tájékoztatják a vezérlőt. A vezérlőn keresztül, a monitoron vagy a kijelzőn pedig a gép kezelőjét.
- Kimeneti erősítés

A vezérlőberendezés mikroprocesszorai közvetlenül nem alkalmasak a szerszámgépen lévő villanymotorok áramellátására, kapcsolásukra; a gép mellé építenek egy kimeneti erősítőszekrényt. Ezekben a szekrényekben, foglalnak helyet, a különféle feszültséget előállító transzformátorok, egyenirányítók, a villanymotorok működtetését szolgáló mikrokapcsolók, tirisztorok, amik a beérkező utasítást felerősítik, így biztosítják a gép működését.
- A képernyő (monitor)

A CNC gépkezelő számára egyik legfontosabb részegység a képernyő. A bekapcsolástól kezdve az üzembe helyezés, nullpontfelvétel, programbevitel, annak a vezérlő által ellenőrzött eredményéről, a gyártás során minden érték információról, darabszámról stb. informálja a gépkezelőt. A képernyő, hiba esetén; tájékoztatást ad a hiba okáról, kiírja a gépkezelő számára a feladatokat.

### Számjegyvezérlésű szerszámgépek csoportosítása
- NC gépek

NC = Numerical Control = számjegyvezérlés
Alapgép - vezérlőszekrény - kezelőpult
NC vezérlő szerszámgépek esetében az alkatrész művelettervét, a műveleti utasításokat, geometriai technológiai és kapcsolási információkat alkatrészprogramba kódolva kell közölni a vezérlő egységgel. Kódolás: Egy adott jelkészlethez hozzáadunk egy másik jelkészletet. Jelkészletek lehetnek: betűk, számok és előjelek. Kódolásra legalkalmasabb az angol nyelv, mert nincs benne ékezetes betű.
Nagybetű = 26 féle
Számjegy = 10 féle
Előjel = 1+1 1-1
- Az alkatrészprogram adathordozói lehetnek:

lyukszalag
mágnesszalag
mágneslemez
- CNC gépek

CNC = Computer Numerical Control = Számítógépes számjegyvezérlés
Alapgép - Vezérlés - Számítógép
Fő jellemzője, hogy megjelenik a számítógép.

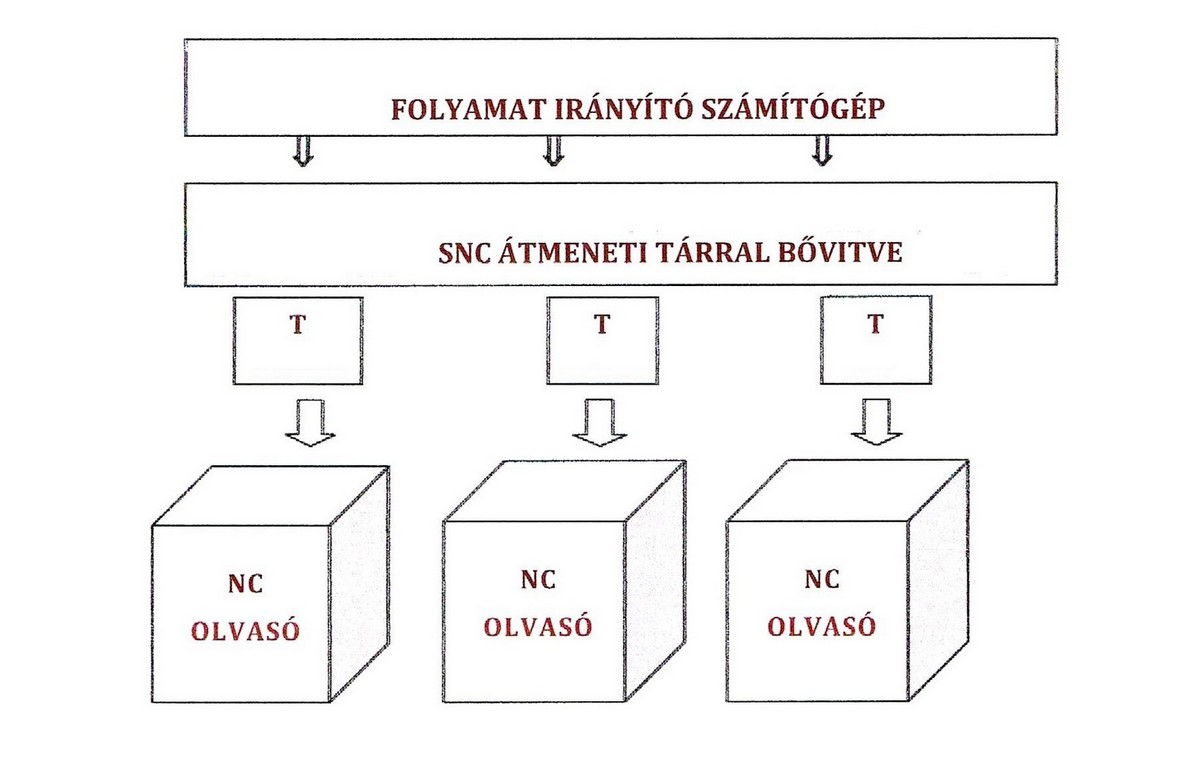
Folyamat irányító számítógép

A folyamatirányító számítógép
1. A folyamattal való közvetlen kapcsolat, ún. online (zárt) információ ill., adatfeldolgozást, és ennek megfelelő folyamatba való beavatkozást, rányitást tesz lehetővé.
2. A számítógépnek a folyamatirányításhoz eleget kell tenni az, ún. real-time (valós idő) feltételeinek.
Ez azt jelenti, hogy a folyamat soha nem vár egy meghatározott, (a működés szempontjából még éppen nem káros) időnél többet a számítógép utasítására.
3. A számítógép figyelemmel kíséri a folyamatot az, ún. pollinglista fontossági sorrend alapján, kérdezi az információkat feldolgozó belső folyamatot irányító perifériákat. Eltérés, hiba esetén leállítja a folyamatot.
- DNC gépek

Direct Numerical Control. Több számjegyvezérlés összekapcsolása egy folyamatirányító számítógéppel.
Először 1968-ban, Japánban alkalmazták. Magas szintű folyamatrányitó számítógép, több NC szerszámgép számára programkiszolgálást, adatok tárolását, kezelését elosztását biztosítja. Mivel a folyamatirányító számítógép drága, ezért alkalmazása 50-60 NC gép összekapcsolása esetén gazdaságos.
- MC gépek

MC = Masin Center = Megmunkáló központ. Rendelkezik a folyamatirányító számítógéppel, legalább 3 tengelyű. Bonyolult alaktalan munkadarabok elkészítésére alkalmas. Lehetőség nyílik, különböző üregek furatok megmunkálására, menetfúrásra, többoldalú munkadarabok marására. A munkadarabok cseréjét az ún. paletta cserélő asztal segíti. A szerszámok a tárolóban helyezkednek el. A manipulátor automatikusan cseréli.
MTC gépek
MTC: Alapgép - Vezérlés - Számítógép - Manipulátor – Gyártócella

### Vezérlés biztonsági berendezésekkel
Nyitott kört alkotnak azok a biztonsági berendezések, melyek egy maximális érték esetén a rendszer leállítását végzik. Pl. maximális fűtési vízhőmérséklet esetén a készülék leállítja a kazánégőt. Ha a rendszer nem kapcsol vissza a hőmérséklet csökkenésekor, akkor a funkció a kikapcsolás vezérlése, ha visszakapcsol; akkor egy szélső értéken működő kétpontú szabályozás lesz. A túlnyomás elleni, segédenergia nélküli biztonsági szelep a rendszer túlnyomását a közeg kiengedésével csökkenti, de ezzel a szükséges minimális üzemi nyomás alá esik a rendszer nyomása és a berendezés leáll. Automatikus visszatöltés nélkül, a működés biztonsági vezérlés lesz.